# Грабау (Лауенбург)
Грабау (нім. Grabau) — громада в Німеччині, розташована в землі Шлезвіг-Гольштейн. Входить до складу району Герцогство Лауенбург. Складова частина об'єднання громад Шварценбек-Ланд.
Площа — 4,1 км2. Населення становить 347 ос. (станом на 31 грудня 2020).